# Uluderbent, Alaşehir
Uluderbent là một thị trấn thuộc huyện Alaşehir, tỉnh Manisa, Thổ Nhĩ Kỳ. Dân số thời điểm năm 2011 là 2.923 người.